# Европейска агенция по морска безопасност
Европейската агенция за морска безопасност (ЕАМБ) е агенция на Европейския съюз, натоварена с намаляването на риска от морски произшествия, замърсяване на морето от кораби и загуба на човешки животи в морето, като помага за прилагането на съответното законодателство на ЕС. Централата на агенцията е в Лисабон .
ЕАМБ е основана през 2002 г., след като ЕС приема значителни законодателни пакети, отнасящи се до морската безопасност. Законодателните промени са наложени след големи корабни бедствия в европейски води - трагедията с ферибота „Естония“ и разливите от петролните танкери „Ерика“ и „Престиж“. Става ясно, че е необходима специализирана техническа агенция, която да наблюдава прилагането на това законодателство и да подпомогне за неговото прилагане.

## Дейности
Агенцията предоставя на правителствата и техните специализирани органи подробна и надеждна информация в реално време за случващото се в морето, за да им помогне да прилагат морските политики ефективно. ЕАМБ също така предлага следните услуги свързани с мореплаването: 
- докладване на плавателните съдове;
- наблюдение на Земята;
- интегрирана морска информация;
- реакция при замърсяване;
- държавен пристанищен контрол.